# アッセン・ガブシ
アッセン・ガブシ（Hassen Gabsi、1974年2月23日 - ）は、チュニジアの元サッカー選手。元チュニジア代表。ポジションはフォワード。

## 来歴
1997年にチュニジア代表デビュー。アフリカネイションズカップに1998、2000、2002の3大会連続で出場した。また、2002 FIFAワールドカップにも出場した。チュニジア代表として51試合に出場、13得点をあげた。

## 代表歴

### 出場大会
- チュニジア代表
  - 2002 FIFAワールドカップ

### 試合数
- 国際Aマッチ 51試合 13得点（1997年-2002年）[1]

| チュニジア代表 | 国際Aマッチ | 国際Aマッチ |
| 年             | 出場        | 得点        |
| -------------- | ----------- | ----------- |
| 1997           | 6           | 1           |
| 1998           | 9           | 6           |
| 1999           | 7           | 3           |
| 2000           | 15          | 3           |
| 2001           | 7           | 0           |
| 2002           | 7           | 0           |
| 通算           | 51          | 13          |